# Vicos
Vicos es una comunidad campesina ubicada en el distrito de Marcará en la provincia de Carhuaz de la región Áncash en Perú. En 1962 la comunidad campesina compró el terreno de la Hacienda Vicos a la Beneficencia Pública de Huaraz, 7 años antes de la reforma agraria del gobierno de Velasco Alvarado. Debido a que en su territorio se llevó a cabo el Proyecto Perú-Cornell (PPC), es una de las comunidades campesinas de los Andes más estudiadas en la antropología estadounidense y peruana.
Está reconocida como una comunidad campesina según la Resolución 002-OAE-ORAMS-III del 25 de febrero de 1974 y listada como pueblo originario quechua dentro de la base de datos del Estado Peruano. Es una de las catorce comunidades campesinas en la provincia de Carhuaz y una de las 349 comunidades campesinas en la región Áncash reconocidas por el gobierno del Perú al 2006.

## Ubicación
La comunidad campesina de Vicos se ubica en el lado oriental del Callejón de Huaylas dentro del distrito de Marcará, provincia de Carhuaz en el departamento de Áncash. El terreno de la comunidad está limitado al norte por el río Lejíacocha, al este colinda con el distrito de Chacas en la provincia de Asunción y al sur con la comunidad campesina Tupac Yupanqui en el distrito de San Miguel de Aco.

## Demografía

### Sectores
La comunidad está distribuida en diez sectores: Coyrocsho, Cullwash, Ullmay, Punco Corral, Vicos Pachán, Tambo, Paltash, Ucuhshpampa, Cachipachan y Williash.

## Historia

### La Hacienda Vicos en elsigloXVI
La historia de la Hacienda Vicos se inicia en los años 1593 o 1594 con la compra al Virrey del Perú, García Hurtado de Mendoza del territorio y los habitantes de Vicos.  La compra la hizo Fernando de Colonia por 300 pesos y 9 reales. Desde ese entonces, Vicos formó parte del sistema de haciendas que duró desde el virreinato hasta la República (mediados del siglo XX).

### Siglos XVII a XX
En 1607 Catalina, viuda de Fernando Colonia, vende la propiedad (terreno y habitantes) a Alonzo de Ávila, quien decide que a su muerte la hacienda pase al Real Hospital San Andrés fundado en 1552. Ávila muere en 1611 y la propiedad pasa al Hospital San Andrés hasta que en 1824 pasa a manos de la Sociedad de Beneficencia Pública de Lima. En 1933 la ya llamada Hacienda Vicos pasa a manos de la Sociedad de Beneficencia Pública de Huaraz.
En la hacienda, siempre bajo el control de familias pertenecientes a la clases altas nacionales y regionales, los vicosinos, llamados colonos, no eran dueños de su vivienda y tenían que pedir permiso para trabajar fuera de la hacienda bajo un régimen similar al feudal en Europa.

### Proyecto Perú-Cornell
El Proyecto Perú-Cornell (PPC) se llevó a cabo en la Hacienda Vicos de 1952 a 1966. Fue un proyecto experimental de antropología aplicada dirigido por Allan Holmberg en forma conjunta con Carlos Monge Medrano a partir de un acuerdo entre la Universidad de Cornell y el Instituto Indigenista Peruano, avalado por el gobierno de Perú. Previo al proyecto, entre 1949 y 1951, el antropólogo peruano Mario Vázquez e investigadores de Cornell realizaron un estudio de línea base sobre la Hacienda Vicos.
Los objetivos del proyecto Cornell o Vicos fueron:
- la restitución total de la tierra a los campesinos;
- el aumento de la productividad de la tierra;
- la implementación de un sistema de salud e higiene;
- el empoderamiento de la población a través de las transferencia de  responsabilidades;
- la mejora del nivel educativo;
- el fin del sistema de corte feudal del manejo de la tierra y el trabajo;
- la liberación del pago de impuestos sobre su trabajo por parte de los campesinos.

Los últimos investigadores de la Universidad de Cornell dejaron Vicos en 1966. En total, desde la llegada de los primeros investigadores hasta el final, en el Proyecto Perú-Cornell participaron 68 investigadores, tanto de Estados Unidos como de Perú.

#### Compra del terreno
En 1962, Ted Kennedy visitó el proyecto y luego tuvo una reunión con el presidente del Perú de aquel entonces, Manuel Prado Ugarteche. Luego de la reunión, el presidente hizo presión a la Sociedad de Beneficencia Pública de Huaraz para que le venda el terreno a los campesinos. En un momento dado, la élite terrateniente de Huaraz que controlaba la hacienda aumentó el precio en un 900 por ciento.
En junio de 1962 la Sociedad de Beneficencia Pública de Huaraz, luego de cuatro años de negociaciones, acordó vender el terreno de la hacienda a los campesinos a un precio de 2 millones de soles. Un cuarto del monto acordado fue pagado ese año, mientras que el segundo cuarto se pagó en tres partes en 1963, 1964 y 1966.

### Expulsión del Cuerpo de Paz
Luego de la compra de la Hacienda Vicos en 1962 por parte de la comunidad campesina con la ayuda la Universidad Cornell, llegó el programa Peace Corps (Cuerpo de Paz, creado por el Gobierno de Estados Unidos). Los objetivos en Vicos de la misión del Cuerpo de Paz fueron los de enseñar contabilidad a los jóvenes vicosinos, apoyar el manejo contable de la comunidad y coordinar las actividades de los voluntarios. En 1963 un grupo de ocho voluntarios liderados por Robert Roberts iniciaron un proyecto de negocio con el objetivo de restaurar un viejo hotel al lado de los baños termales de Chancos y construir un restaurante. Lograron un préstamo del Bank of America e iniciaron la puesta en marcha del hotel y el restaurante pero no tomaron en cuenta las realidades culturales locales. En marzo de 1964 y luego de una asamblea general, el Cuerpo de Paz fue expulsado de Vicos bajo amenazas de violencia.